# Max Ernst Peukert
Max Ernst Peukert (* 12. Januar 1905 in Kukan bei Gablonz, Nordböhmen; † 14. Dezember 1947 in Fischlham bei Wels, Österreich) war Agrikulturchemiker, Mikrobiologe, Erfinder und Manager. Sein Spezialgebiet war die Züchtung und Verwertung von bestimmten Schimmelpilzen unter Verwendung der Abwässer der Zellstoffindustrie und der Brauereien.
Von 1938 bis 1945 stellte er seine Erfindungen zur biosynthetischen Eiweißproduktion in den Dienst der NS-Kriegswirtschaft. Sowohl in seiner Diplomarbeit (1938) als auch in seiner Doktorarbeit (1939) bot er der Nahrungs- und Futtermittelindustrie im Dritten Reich Lösungen zur Schließung der „Eiweißlücke“ an. Hauptstandorte seiner Arbeit während des Zweiten Weltkriegs waren das Zellstoffwerk Agerzell (seit 1948 Lenzing) und die Fa. Biosyn in Weimar. Nach Kriegsende versuchte Peukert einen Neustart in Österreich. Er suchte um die österreichische Staatsbürgerschaft an und verabschiedete sich von der biosynthetischen Eiweißproduktion als in Friedenszeiten nicht mehr relevant. Auch beim Wiederaufbau in der Zweiten Republik wollte er sich im Nahrungsmittelsektor als Erfinder einen Namen machen, diesmal auf dem Gebiet der Ertragssteigerung im Gemüseanbau. 1946 startete die „Erste Dr. Peukert Fließbandkulturanlage“ in Gunskirchen bei Wels, Oberösterreich.

## Leben
Max Ernst Peukert stammte aus einer sudetendeutschen Gürtlerfamilie in Kukan bei Gablonz in Nordböhmen. Er besuchte die landwirtschaftliche Mittelschule in Laa an der Thaya, Österreich, wo er der Burschenschaft „Agraria“ beitrat. Nach dem Militärdienst im tschechoslowakischen Heer studierte er Landwirtschaft in Tetschen-Liebwerd und Prag sowie Biochemie in Kiel als Schüler von Wilhelm Hermann Henneberg.
1932 brach er sein Universitätsstudium ab, heiratete und begann als Lebensmittelchemiker bei der Fa. Roggkaffol AG in Trautenau zu arbeiten. Von 1932 bis 1942 blieb Trautenau sein Wohnsitz. Bei der Roggkaffol AG konnte er dank innovativen Verfahren mit hochfermentativen Back- und Textilmalzen eine Bilanzsteigerung erzielen.
Ende der 1930er machte Peukert die Bekanntschaft mit Hans Niklas von der TU München. Niklas, ebenfalls Burschenschafter, wurde als „alter Herr“ Freund und Förderer von Peukert. Er motivierte Peukert, sein Universitätsstudium an der TU München abzuschließen. Nach der Diplomarbeit und Dissertation zum Thema biosynthetischer Eiweißproduktion meldeten Niklas und Peukert zusammen mit Otto Toursel, ebenfalls TU München, drei Patente zur Verwendung von Pilzmycelen als Futter- und Nahrungsmittel an. Da im Dritten Reich die Förderung der Forschung und Entwicklung biotechnologischer Ersatzstoffe Priorität hatte und entsprechend finanziell gefördert wurde, erhofften sich Niklas und Peukert für die Umsetzung ihrer Erfindungen großzügige Budgets und entsprechendes Renommee.
Tatsächlich trat Peukert 1941 als Hoffnungsträger eines Innovationsschubes auf dem Gebiet der biosynthetischen Eiweißproduktion in einem NS-Paradebetrieb, im Zellstoffwerk Agerzell (seit 1948 Lenzing) in Erscheinung. Seine Versuche, die Abwässer der Zellstoffwerks als Nährlösungen für Schimmelpilzkulturen wiederzuverwerten versprachen doppelten Nutzen durch die rasche Produktion großer Eiweißmengen und die Verminderung der Abwasserbelastung.
Die Züchtung submers in den Schlempen wachsender Myzele, ihre Abschöpfung und Trocknung verliefen erfolgversprechend. Daraufhin beschloss der damalige Generaldirektor des Zellstoffwerks Lenzing, Walter Schieber, SS-Mann und NS-Multifunktionär in der chemischen Industrie im Dritten Reich, in Weimar die Fa. Biosyn GmbH mit Peukert als technischem Direktor ins Leben zu rufen. Das Kapital wurde vom Zellstoffwerk Schwarza a. d. Saale, das ebenfalls unter der Leitung von Schieber stand, bereitgestellt.  Die Biosyn GmbH sollte unter dem Vorsitz von Schieber und Peukert als deren technischem Direktor die Patente zur synthetischen Eiweißproduktion im ganzen Dritten Reich in koordinierter Form zur Verwertung anbieten.
Berühmt/berüchtigt wurde die von Peukert in Agerzell hergestellte Eiweißmasse, seit sie, von einem Fleischermeister gewürzt und/oder geselcht, als Biovegetabilwurst (BVW) den Verbrauchern angeboten werden sollte. Die Verkostung der Eiweißmasse im Mai 1942 durch die Gauleiter Eigruber und Sauckel war ein voller Erfolg und erweckte hohe Erwartungen. Heinrich Himmler erfuhr von diesem neuen Lebensmittel und erteilte SS-Gruppenführer Pohl den Auftrag, sofort mit „Fütterungsversuchen“ in allen Konzentrationslagern  zu beginnen. Durchgeführt wurden diese Ernährungsversuche 1943 bis 1944 im KZ Mauthausen. Nach den Berichten des dortigen Lagerarztes, Ernst Günther Schneck, sei die Wurst von Belegschaft und Häftlingen „mit Begeisterung“ verzehrt worden. Nach der Mitteilung eines ehemaligen Häftlings, Ing. Ernst Martin, Innsbruck, habe der Verzehr der Biosyn-Wurst zu Entzündung im Darm und Tod der unterernährten Häftlinge geführt.
Im September 1942 meldete sich massiver Widerstand gegen die BVW von Seiten der Fleischwirtschaft und des Veterinärwesens. Die Bezeichnung „Biosyn-Wurst“ sollte durch „Biosyn-Brotaufstrich“ ersetzt werden. Anfang des Jahres 1943 stellte die Staatliche Untersuchungsanstalt für Lebens- und Arzneimittel in Wien der „Biosyn-Wurst“ ein vernichtendes Urteil aus. Die Versuchstiere, Mäuse, seien am zweiten Tag nach der Verfütterung gestorben. Ob die Umsetzung der Peukert’schen Verfahren an zu großem Zeitdruck, kriegsbedingtem Mangel an Arbeitskräften und Material, zu langer und unsachgemäßer Lagerung der BVW oder an verfahrensimmanenten Problemen scheiterte, ist noch unklar. Es gab immer wieder Pannen, sodass die Zulassung als Lebensmittel bis Kriegsende nicht zustande kam. Den aufgewendeten Mitteln standen dementsprechend keine kostendeckenden Einnahmen gegenüber, sodass die Fa. Biosyn sowohl beim Zellstoffwerk Lenzing als auch dem Zellstoffwerk Schwarza 1945 hohe Schulden aufgehäuft hatte.
Im Mai 1945 befand sich Peukert in Bad Ischl. Er schrieb Angebote an die Militärregierung in Salzburg, an die Kammer für Landwirtschaft und Ernährung in Salzburg und in die Schweiz, auf den Rohstoffbasen Holz und Torf eiweiß- und fettreiche Futtermittel herzustellen. Er reichte für sich, seine Frau und Tochter um die österreichische Staatsbürgerschaft ein. Sein Ansuchen wurde, als im Interesse des Staates gelegen, von mehreren amtlichen Stellen befürwortet.
Im Frühjahr 1946 nahm die „Erste Dr. Peukert Fließbandkulturanlage“ in Gunskirchen bei Wels, Oberösterreich, ihren Betrieb auf. Im Herbst 1945 hatte Peukert entschieden, weitere Arbeiten  mit „Pilzmycelen als Eiweißquellen“ als im Frieden nicht mehr zeitgemäß einzustellen. Seine erfinderischen Energien galten nun der Einführung der Hydrokultur und des Fließbandes in der Landwirtschaft. Da die Kredite seitens der Landesregierung auf sich warten ließen, begann er sein Projekt mit Bankkrediten und privaten Geldgebern in die Tat umzusetzen. Die privaten Geldgeber sollten für ihre Einlagen Gemüselieferungen und anteilige Gewinnbeteiligung erhalten. Mit einem Mitarbeiterstab aus vertriebenen Volksdeutschen, zehn Akademikern, vier Arbeitern und einer Köchin, die bereit waren, für Kost und Quartier mitzuarbeiten, begann Peukert auf einem fünf Hektar großen Feld mit dem Betrieb. So wie bei der Eiweißproduktion in Kriegszeiten galt Peukerts langfristiges Interesse nicht der Gemüseproduktion, sondern der Entwicklung eines patentierbaren Verfahrens.
Im Februar 1947 erfuhr Peukert unheilbar an Krebs erkrankt zu sein. Er starb am 17. Dezember 1949 in Fischlham bei Wels. Sein Schwager, Josef Lorenz, übernahm die Leitung der Gemüseversuchsanlage und führte sie bis zur Beendigung der Hinterlassenschaft weiter.

## Publikationen
- Pilzmycele als Eiweißquelle, TU München, Diss. München 1939
- Pilzmycele als Eiweißfuttermittel, in: Sonderdruck aus „Tierernährung“ 12 (1940) 411- 413, Akademische Verlagsgesellschaft Becker & Erler Kom.-Ges. Leipzig.
- Die neue biologische Eiweißsynthese, in: Sonderdruck der Brennerei-Zeitung vom 11. Februar 1943, in: „Rundschau Deutscher Technik“, Nr. ½ vom 14. 1. 1943.
- Die Biosynthese in der modernen Industrie, Sonderdruck aus Beiheft Nr. 45 zu der Zeitschrift des Vereins Deutscher Chemiker, Verlag Chemie, Ges.m-b-H, Berlin W 35. o. J.
- Die neue biologische Eiweißsynthese mit Sulfitablauge als Nährlösung. Sonderdruck aus dem „Wochenblatt für Papierfabrikation“, 1943, Nr. 5, Güntter-Staib Verlag, Biberach an der Riß (Württemberg).
- Zellstoffablaugen oder deren Schlempen als Rohstoffbasen der neuen biologischen Eiweiß-Synthese. Sonderdruck aus der Zeitschrift „Cellulosechemie. Mitteilungen zur Chemie und Physik der Cellulose und ihrer Begleitstoffe“, XXI, 32 – 34 (Heft 2) Juni 1943, Otto Elsner Verlagsgesellschaft, Berlin SW 68.

## Patente
- RPA, Patentschrift Nr. 695107A, Dr. Hans Niklas, Dr. Otto Toursel in München und Dr. Max Ernst Peukert in Trautenau: „Verfahren zur Herstellung von Futtermitteln aus Schimmelpilzpycelen“, Patentiert am 16. 6. 1939, Patenterteilung am 18. 7. 1940.
- RPA, Patentschrift Nr. 705308A, Dr. Hans Niklas, Dr. Otto Toursel in München und Dr. Max Ernst Peukert in Trautenau: „Verfahren zum Anreichern von Eiweiß in Mikroorganismen“, Patentiert 16. Juni 1939, bekannt gemacht am 20. 3. 1941.
- RPA, Patentschrift Nr. 744677A, Dr. Max Peukert in Trautenau „Verfahren zur Gewinnung von Pilzmycelsubstanz aus Cellulosebegleitstoffen“. Patentiert am 6. 12. 1940, bekannt gemacht am 25. 11. 1943.
- RPA, Patentschrift Nr. 744272A, Dr. Max Peukert in Weimar „Verfahren zur Aufarbeitung von Pilzmycelen für die Herstellung von Nahrungs-, Genuß- und Futtermitteln“, patentiert am 2.9.1942, bekannt gemacht am 18. 11. 1943.